# Lední hokej na Zimních olympijských hrách 1936

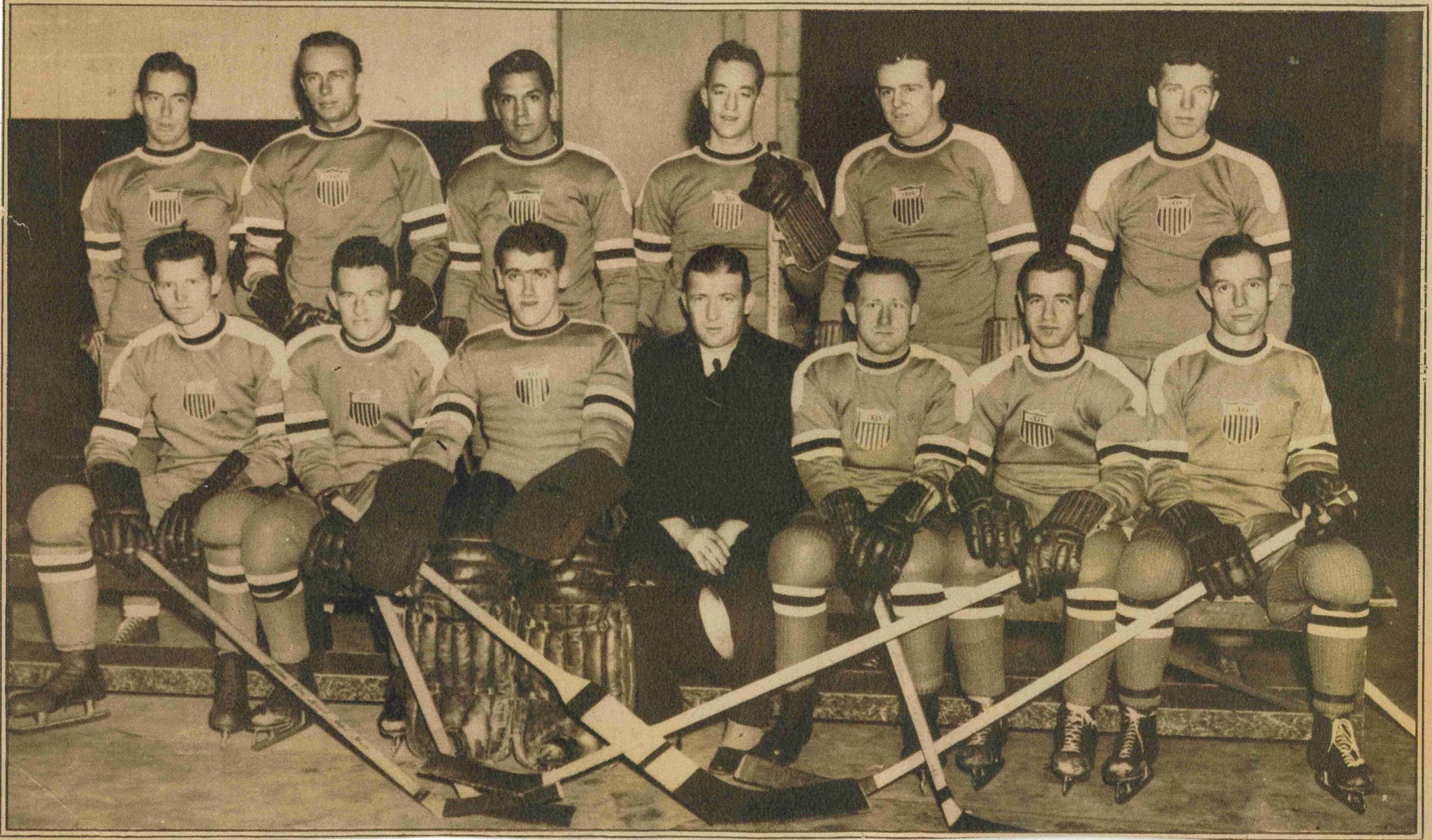
Hokejové mužstvo Spojených států na ZOH 1936

Hokejový turnaj v rámci Zimních olympijských her 1936 se konal od 6. do 16. února na Olympijském stadionu a na jezeře Riessersee v Garmisch-Partenkirchenu v Německu zároveň také jako 10. mistrovství světa a 21. Mistrovství Evropy v ledním hokeji. Turnaje se zúčastnilo patnáct mužstev. Na první příčku se přes tři části turnaje nečekaně dostali hokejisté Velké Británie, kteří jako první evropský celek dokázali zvítězit i v konkurenci zámořských týmů a nikoli pouze získat titul mistra Evropy.

## Průběh
Turnaj se odehrával na dvou ledových plochách. Část utkání byla sehrána na umělém ledě nového stadiónu pro deset tisíc diváků a další pak na zamrzlém jezeře Riessersee. Účastníci byli nejprve rozdělení do tří skupin, z nichž dva nejlepší celky postupovaly do dvou čtyřčlenných semifinálových skupin. Právě Britové měli postup ulehčený v tom, že s nimi ve skupině byli vedle Švédů již pouze Japonci. Všechny ostatní skupiny byly čtyřčlenné. Nejvíce vyrovnaná byla skupina, z níž při rovnosti bodů postoupili domácí němečtí hokejisté a Američané. Zámořský tým ovšem od pohromy zachránili Švýcaři, kteří porazili Italy. Italové o den dříve docílili totiž v prodloužení senzačního vítězství nad Američany. Pro Švýcary byla zmíněná výhra však na turnaji jedinou a o obhajobě titulu mistra Evropy si tedy mohla nechat jenom zdát. Kanaďané prošli do semifinálové skupiny mnohem jistěji.
Bez obdrženého gólu se do semifinálové skupiny podařilo ovšem postoupit pouze československým hokejistům. Reprezentační mužstvo přijelo do Německa po přípravě v níž odehrálo jediný zápas na mezistátní úrovni. Vedoucí týmu Zadák, který byl činovníkem Sparty Praha, musel čelit nátlaku hráčů LTC Praha. Tisk opět po osmi letech psal o tom, jak jsou staří hráči neochotní uvolnit místo mladším. Tyto výtky směřovaly také např. k brankáři Pekovi, který zde uzavíral třiadvacetiletou reprezentační kariéru. Výhrady k brankáři zesílily zvláště po první porážce v turnaji, kterou československé mužstvo utrpělo v semifinálové skupině v zápase s Američany. Tým se z ní však dokázal vzpamatovat a postoupil i do finálové skupiny mezi nejlepší čtyři celky. Zde se neprosadil především střelecky a skončil poslední, což do jisté míry zastřelo úspěch, kterého bylo dosaženo.
Semifinálová skupina, z níž postoupily Američané a družstvo Československa, měla jasný průběh. Druhá semifinálová skupina byla více vyrovnaná a došlo v ní k druhému velkému překvapení turnaje. Kanaďané totiž na její úvod podlehli Britům. Situaci se pokusili zdramatizovat domácí hokejisté, kteří sice s Brity remizovali, ale na Kanaďany již v posledním zápase skupiny nestačili. Do finálové skupiny se tedy vedle československé reprezentace probojovala pouze mužstva tvořená vesměs hráči, kteří sbírali hokejové zkušenosti přímo v Kanadě. Boj o medaile byl do jisté míry předurčen tím, že se započítávaly výsledky ze semifinálových skupin. Ve výhodné pozici tedy vstupovali do finálové skupiny Američané a Britové. Ve vzájemném zápase těchto dvou celků ve finálové skupině posléze nepadl žádný gól, což stačilo Britům k potvrzení první příčky. Kanaďanům se podařilo dvěma výhrami prodrat alespoň ke stříbru.

## Výsledky a tabulky

### Skupina A
|    |          | CAN  | AUT      | POL    | LAT      | V | R | P | Skóre | B |
| 1. | Kanada   |      | 5:2      | 8:1    | 11:0     | 3 | 0 | 0 | 24:3  | 6 |
| 2. | Rakousko | 2:5  | Rakousko | 2:1    | 7:1      | 2 | 0 | 1 | 11:7  | 4 |
| 3. | Polsko   | 1:8  | 1:2      | Polsko | 9:2      | 1 | 0 | 2 | 11:12 | 2 |
| 4. | Lotyšsko | 0:11 | 1:7      | 2:9    | Lotyšsko | 0 | 0 | 3 | 3:27  | 0 |

 Kanada –  Polsko	8:1 (5:0, 2:1, 1:0)
6. února 1936 (14:30) – Ga-Pa (Olympia-Eissportplatz am Riessersee)

Branky a nahrávky Kanady: 0:30 William Thomson, 2:00 William Thomson, 5:10 Kenneth Farmer, 12:30 Walter Kitchen, 14:51 William Thomson, 27:03 Kenneth Farmer (David Nevill), 29:00 David Neville (Hugh Farquharson), 38:01 William Thomson.

Branky a nahrávky Polska: 23:03 Adam Kowalski (Andrzej Wolkowski).

Rozhodčí: Hans Schmidt, Robert Bischof (GER)
Kanada: Francis Moore – Herman Murray, Walter Kitchen – David Neville, Kenneth Farmer, Hugh Farquharson – Maxwell Deacon, Alexander Sinclair, William Thomson.
Polsko: Józef Stogowski – Witalis Ludwikczak, Kazimierz Sokolowski – Czeslaw Marchewczyk, Adam Kowalski, Andrzej Wolkowski – Edmund Zielinski, Wladyslaw Krol, Mieczyslaw Kasprzycki.
 Kanada –  Lotyšsko 11:0 (2:0, 3:0, 6:0)
7. února 1936 (9:00) – Ga-Pa (Olympia-Kunsteisstadion)

Branky a nahrávky Kanady: 8:00 Ralph Saint Germain (James Haggarty), 12:00 Ralph Saint Germain (James Haggarty), 15:20 Hugh Farquharson (David Neville), 19:20 Hugh Farquharson, 20:00 James Haggarty (Ralph Saint Germain), 30:18 Hugh Farquharson, 35:42 David Neville, 38:04 David Neville, 41:15 Ralph Saint Germain (Hugh Farquharson), 43:58 Hugh Farquharson (Ralph Saint Germain), 44:25 James Haggarty.

Rozhodčí: Philippe Lefébure (FRA), Géza Lator (HUN)
Kanada: Arthur Nash – Herman Murray, Raymond Milton – David Neville, Kenneth Farmer, Hugh Farquharson – William Thomson, James Haggarty, Ralph Saint Germain.
Lotyšsko: Roberts Lapainis – Leonīds Vedējs, Arvīds Jurgens – Roberts Bluķis, Ādolfs Petrovskis, Arvīds Pētersons - Aleksejs Auziņš, Kārlis Paegle, Janis Bebris.
 Rakousko –  Polsko 2:1 (0:0, 0:0, 2:1)
7. února 1936 (14:30) – Ga-Pa (Olympia-Kunsteisstadion)

Branky Rakouska: 31. Friedrich Demmer, 37. Oskar Nowak

Branky Polska: 35. Adam Kowalski

Rozhodčí: Paul Loicq (BEL), Franz Kreisel (GER)
Rakousko: Hermann Weiss – Hans Trauttenberg, Rudolf Vojta – Oskar Nowak, Friedrich Demmer, Franz Csöngei – Hans Tatzer, Willibald Stanek, Lambert Neumaier.
Polsko: Józef Stogowski – Witalis Ludwikczak, Kazimierz Sokolowski – Czeslaw Marchewczyk, Adam Kowalski, Andrzej Wolkowski – Edmund Zielinski, Wladyslaw Krol, Mieczyslaw Kasprzycki.
 Polsko –  Lotyšsko 9:2 (1:0, 4:0, 4:2)
8. února 1936 (9:00) – Ga-Pa (Olympia-Kunsteisstadion)

Branky a nahrávky Polska: 6. Edmund Zielinski (Wladyslaw Krol), 16. Adam Kowalski, 17. Andrzej Wolkowski, 19. Roman Stupnicki (Kazimierz Sokolowski), 24. Andrzej Wolkowski,35. Adam Kowalski, 38. Edmund Zielinski, 40. Czeslaw Marchewczyk, 41. Andrzej Wolkowski.

Branky Lotyšska: 34. Janis Bebris, 39. Arvīds Pētersons

Rozhodčí: Hans Schmidt (GER), Géza Lator (HUN)
Polsko: Henryk Przezdziecki – Witalis Ludwikczak, Kazimierz Sokolowski – Czeslaw Marchewczyk, Adam Kowalski, Andrzej Wolkowski – Edmund Zielinski, Wladyslaw Krol, Roman Stupnicki.
Lotyšsko: Herberts Kušķis – Leonīds Vedējs, Arvīds Jurgens – Roberts Bluķis, Ādolfs Petrovskis, Arvīds Pētersons - Kārlis Paegle, Janis Bebris, Janis Rositis.
 Kanada –  Rakousko 5:2 (4:0, 1:2, 0:0)
8. února 1936 (10:20) – Ga-Pa (Olympia-Kunsteisstadion)

Branky a nahrávky Kanady: 4:03 William Thomson (Alexander Sinclair), 5:30 Herman Murray (Walter Kitchen), 7:25 Herman Murray, 8:20 Kenneth Farmer, 22:15 Alexander Sinclair

Branky a nahrávky Rakouska: 22:45 Rudolf Vojta (vlastní William Thomson), 29:50 Oskar Nowak (Friedrich Demmer).

Rozhodčí: Paul Loicq (BEL), Fritz Kraatz (SUI)
Kanada: Francis Moore – Herman Murray, Walter Kitchen – Maxwell Deacon, Alexander Sinclair, William Thomson – David Neville, Kenneth Farmer, Hugh Farquharson.
Rakousko: Hermann Weiss – Hans Trauttenberg, Rudolf Vojta – Oskar Nowak, Friedrich Demmer, Franz Csöngei – Hans Tatzer, Willibald Stanek, Lambert Neumaier.
 Rakousko –  Lotyšsko 7:1 (4:0, 0:0, 3:1)
9. února 1936 (14:30) – Ga-Pa (Olympia-Eissportplatz am Riessersee)

Branky a nahrávky Rakouska: 7. Hans Tatzer, 10. Friedrich Demmer, 13. Friedrich Demmer, 14. Hans Tatzer, 32. Emil Seidler, 43. Emil Seidler (Oskar Nowak), 44. Friedrich Demmer.

Branky a nahrávky Lotyšska: 36. Kārlis Paegle (Janis Bebris).

Rozhodčí: Zdeněk Rektořík (TCH), Walter Leinweber (GER)
Rakousko: Hermann Weiss – Hans Trauttenberg, Franz Schüssler – Oskar Nowak, Friedrich Demmer, Franz Csöngei – Hans Tatzer, Willibald Stanek, Emil Seidler.
Lotyšsko: Roberts Lapainis – Leonīds Vedējs, Arvīds Jurgens – Roberts Bluķis, Ādolfs Petrovskis, Arvīds Pētersons - Aleksejs Auziņš, Kārlis Paegle, Janis Bebris.

### Skupina B
|    |           | GER | USA  | ITA  | SUI       | V | R | P | Skóre | B |
| 1. | Německo   |     | 0:1  | 3:0  | 2:0       | 2 | 0 | 1 | 5:1   | 4 |
| 2. | USA       | 1:0 |      | 1:2p | 3:0       | 2 | 0 | 1 | 5:2   | 4 |
| 3. | Itálie    | 0:3 | 2:1p |      | 0:1       | 1 | 0 | 2 | 2:5   | 2 |
| 4. | Švýcarsko | 0:2 | 0:3  | 1:0  | Švýcarsko | 1 | 0 | 2 | 1:5   | 2 |

 USA –  Německo 1:0 (1:0, 0:0, 0:0)
6. února 1936 (14:45) – Ga-Pa (Olympia-Kunsteisstadion)

Branky a nahrávky USA: 14:02 Gordon Smith (John Garrison).

Rozhodčí: Paul Loicq (BEL), Carl Erhardt (GBR)
USA: Thomas Moone – Francis Shaughnessy, John Garrison – Frank Stubbs, Paul Rowe, John Lax – Gordon Smith, Elbridge Ross, Francis Spain.
Německo: Wilhelm Egginger – Joachim Albrecht von Bethmann-Hollweg, Gustav Jaenecke – Philipp Schenk, Rudolf Ball, Karl Kögel – Anton Wiedemann, Herbert Schibukat, Alois Kuhn.
 USA –  Švýcarsko 3:0 (0:0, 3:0, 0:0)
7. února 1936 (10:25) – Ga-Pa (Olympia-Kunsteisstadion)

Branky a nahrávky USA: 28:06 Francis Spain (Frank Stubbs), 28:50 Elbridge Ross, 29:05 John Garrison

Rozhodčí: Philippe Lefebvre (FRA), Hans Weinberger (AUT)
USA: Thomas Moone – Francis Shaughnessy, Frank Stubbs – John Garrison, Paul Rowe, Gordon Smith – John Lax, Elbridge Ross, Francis Spain.
Švýcarsko: Albert Künzler – Oskar Schmidt, Ernst Hug – Hans Cattini, Richard Torriani, Ferdinand Cattini – Herbert Kessler, Otto Heller, Karl Kessler.
 Německo –  Itálie	3:0 (1:0, 1:0, 1:0)
7. února 1936 (21:00) – Ga-Pa (Olympia-Kunsteisstadion)

Branky a nahrávky Německa: 7. Herbert Schibukat (Anton Wiedemann), 25. Gustav Jaenecke, 47. Rudolf Ball (Gustav Jaenecke).

Rozhodčí: Aleksander Tupalski (POL), Géza Lator (HUN)
Německo: Wilhelm Egginger – Joachim Albrecht von Bethmann-Hollweg, Gustav Jaenecke – Philipp Schenk, Rudolf Ball, Karl Kögel – Anton Wiedemann, Herbert Schibukat,  Georg Strobl.
Itálie: Augusto Gerosa – Franco Rossi, Gianmario Baroni – Emilio Mussi, Giovanni Scotti, Ignazio Dinosi – Mario Zucchini, Mario Maiocchi, Lello Zucchini.
 Itálie –  USA 2:1 (0:0, 0:0, 1:1 – 0:0, 1:0pp)
8. února 1936 (15:45) – Ga-Pa (Olympia-Kunsteisstadion)

Branky a nahrávky Itálie: 43. Mario Zucchini, 63. Giovanni Scotti (Mario Zucchini).

Branky USA: 40. John Garrison

Rozhodčí: Gianni Andreossi (SUI), HAns Weinberger (AUT)
Itálie: Augusto Gerosa – Franco Rossi, Decio Trovati – Emilio Mussi, Giovanni Scotti, Ignazio Dinosi – Mario Zucchini, Mario Maiocchi, Lello Zucchini.
USA: Thomas Moone – Francis Shaughnessy, Frank Stubbs – John Garrison, Paul Rowe, Gordon Smith – Elbridge Ross, Francis Spain, Fred Kammer.
 Německo –  Švýcarsko 2:0 (0:0, 1:0, 1:0)
8. února 1936 (21:00) – Ga-Pa (Olympia-Kunsteisstadion)

Branky a nahrávky Německa: 25. Rudolf Ball (Karl Kögel), 35. Gustav Jaenecke.

Rozhodčí: Carl Erhardt (GBR), Walter Brown (USA)
Německo: Wilhelm Egginger – Joachim Albrecht von Bethmann-Hollweg, Gustav Jaenecke – Philipp Schenk, Rudolf Ball, Karl Kögel – Anton Wiedemann, Herbert Schibukat,  Georg Strobl.
Švýcarsko: Albert Künzler – Oskar Schmidt, Ernst Hug – Hans Cattini, Richard Torriani, Ferdinand Cattini – Herbert Kessler, Otto Heller, Karl Kessler.
 Švýcarsko –  Itálie 1:0 (0:0, 1:0, 0:0)
9. února 1936 (21:00) – Ga-Pa (Olympia-Kunsteisstadion)

Branky a nahrávky Švýcarska: 25. Karl Kessler (Richard Torriani).

Rozhodčí: Hans Weinberger (AUT), Walter Brown (USA)
Švýcarsko: Arnold Hirtz – Ernst Hug, Adolf Martignoni – Richard Torriani, Ferdinand Cattini, Herbert Kessler – Otto Heller, Karl Kessler, Thomas Pleisch.
Itálie: Augusto Gerosa – Franco Rossi, Decio Trovati – Emilio Mussi, Giovanni Scotti, Ignazio Dinosi – Mario Zucchini, Mario Maiocchi, Lello Zucchini.

### Skupina C
|    |          | TCH            | HUN  | FRA     | BEL    | V | R | P | Skóre | B |
| 1. | ČSR      | Československo | 3:0  | 2:0     | 5:0    | 3 | 0 | 0 | 10:0  | 6 |
| 2. | Maďarsko | 0:3            |      | 3:0     | 11:2   | 2 | 0 | 1 | 14:5  | 4 |
| 3. | Francie  | 0:2            | 0:3  | Francie | 4:2p   | 1 | 0 | 2 | 4:7   | 2 |
| 4. | Belgie   | 0:5            | 2:11 | 2:4p    | Belgie | 0 | 0 | 3 | 4:20  | 0 |

 Maďarsko –  Belgie 	11:2 (1:1, 2:0, 8:1)
6. února 1936 (16:45) – Ga-Pa (Olympia-Kunsteisstadion)

Branky a nahrávky Maďarska: 8. vlastní, 27. Béla Háray (Ferenc Szamosi), 29. Sándor Miklós (Zoltán Jeney, Sándor Minder), 32. Sándor Miklós, 34. Béla Háray (László Róna), 35. László Róna (András Gergely), 7:1 Sándor Miklós (Sándor Minde, Zoltán Jeney), 8:1 Béla Háray (Ferenc Szamosi), 9:1 András Gergely (Ferenc Szamosi), 43. Sándor Minder (Sándor Miklós, Zoltán Jeney), 11:2 Sándor Miklós (Zoltán Jeney).

Branky a nahrávky Belgie: 9. Pierre van Reyschoot (Willy Kreitz), 42. Georges Pootmans.

Rozhodčí: Philippe Lefebvre (FRA), Alfréd Steinke (GER)
Maďarsko: István Hircsák – Miklós Barcza, László Róna – Zoltán Jeney, Sándor Miklós, Sándor Minder – Béla Háray, Ferenc Szamosi, András Gergely.
Belgie: Robert Baudinne – Roger Bureau, Joseph Lekens – Georges Pootmans, Pierre van Reyschoot, Willy Kreitz – Charles van den Driessche, Walter Bastenie, Fernand Carez.
 Maďarsko –  Francie 3:0 (0:0, 1:0, 2:0)
7. února 1936 (14:30) – Ga-Pa (Olympia-Eissportplatz am Riessersee)

Branky a nahrávky Maďarska: 25. Sándor Miklós (László Róna), 43. Sándor Miklós, 45. Sándor Miklós (Sándor Minder).

Rozhodčí: Walter Brown (USA), Hans Schmidt (GER)
Maďarsko: István Hircsák – Miklós Barcza, László Róna – Zoltán Jeney, Sándor Miklós, Sándor Minder – András Gergely, Béla Háray, Ferenc Szamosi.
Francie: Michel Paccard – Jacques Lacarriere, Piere Claret – Guy Volpert, Marcel Couttet, Albert Hassler – Jean-Pierre Hagnauer, Michel Delesalle, Philippe Boyard.
 Československo –  Belgie 	5:0 (0:0, 4:0, 1:0)
7. února 1936 (10:00) – Ga-Pa (Olympia-Eissportplatz am Riessersee)

Branky a nahrávky Československa: 18. Josef Maleček (Oldřich Kučera), 25. Oldřich Kučera (Josef Maleček), 27. Oldřich Kučera, 27. Josef Maleček (Oldřich Kučera), 36. Zdeněk Jirotka.

Rozhodčí: Robert Bischof (GER), Carl Erhardt (GBR)

Vyloučení: 0:0
ČSR: Josef Boháč – Jaroslav Pušbauer, Karel Hromádka – Ladislav Troják, Josef Maleček,  Oldřich Kučera – Alois Cetkovský, Zdeněk Jirotka, Drahoš Jirotka.
Belgie: Georges Brohée – Roger Bureau, Joseph Lekens – Georges Pootmans, Pierre van Reyschoot, Willy Kreitz – Charles van den Driessche, Walter Bastenie, Louis de Ridder.
 Francie –  Belgie 4:2 (1:0, 0:1, 0:0 – 1:1, 2:0pp)
8. února 1936 (14:30) – Ga-Pa (Olympia-Eissportplatz am Riessersee)

Branky Francie: 11. Albert Hassler, 52. Marcel Couttet, 59. Michel Delesalle, 64. Jean-Pierre Hagnauer.

Branky Belgie: 27. Georges Pootmans, 53. Pierre van Reyschoot.

Rozhodčí: Aleksander Tupalski (POL), Carl Erhardt (GBR)
Francie: Jacques Morisson – Jacques Lacarriere, Pierre Lorin – Piere Claret, Marcel Couttet, Albert Hassler – Jean-Pierre Hagnauer, Michel Delesalle, Philippe Boyard.
Belgie: Robert Baudinne – Roger Bureau, Joseph Lekens – Georges Pootmans, Pierre van Reyschoot, Willy Kreitz – Charles van den Driessche, Walter Bastenie, Louis de Ridder.
 Československo –  Maďarsko 3:0 (1:0, 1:0, 1:0)
8. února 1936 (14:30) – Ga-Pa (Olympia-Kunsteisstadion)

Branky a nahrávky Československa: 2. Oldřich Kučera (Josef Maleček, Jiří Tožička), 19.sam.náj. Zdeněk Jirotka, 35. Josef Maleček (Jaroslav Pušbauer).

Rozhodčí: Paul Loicq (BEL), Walter Brown (USA)

Vyloučení: 1:3 (využití 0:0)
ČSR: Jan Peka – Jaroslav Pušbauer, Karel Hromádka – Jiří Tožička, Josef Maleček, Oldřich Kučera – Ladislav Troják, Zdeněk Jirotka, Drahoš Jirotka.
Maďarsko: István Hircsák – Miklós Barcza, László Róna – Zoltán Jeney, Sándor Miklós, Sándor Minder – András Gergely, Béla Háray, Ferenc Szamosi.
 Československo –  Francie 2:0 (0:0, 1:0, 1:0)
9. února 1936 (10:00) – Ga-Pa (Olympia-Kunsteisstadion)

Branky a nahrávky Československa: 24. Josef Maleček (Oldřich Kučera), 41. Zdeněk Jirotka (Drahoš Jirotka, Ladislav Troják).

Rozhodčí: Franz Kreisel (GER), Franz Brown (USA)

Vyloučení: 2:1 (využití 0:0)
ČSR: Jan Peka – Jaroslav Pušbauer, Karel Hromádka – Jiří Tožička, Josef Maleček, Oldřich Kučera – Ladislav Troják, Zdeněk Jirotka, Drahoš Jirotka.
Francie: Jacques Morisson – Piere Claret, Pierre Lorin – Jean-Pierre Hagnauer, Michel Delesalle, Philippe Boyard - Jacques Lacarriere, Marcel Couttet, Albert Hassler.

### Skupina D
|    |                | GBR                | SWE     | JPN      | V | R | P | Skóre | B |
| 1. | Velká Británie | Spojené království | 1:0     | 3:0      | 2 | 0 | 0 | 4:0   | 4 |
| 2. | Švédsko        | 0:1                | Švédsko | 2:0      | 1 | 0 | 1 | 2:1   | 2 |
| 3. | Japonsko       | 0:3                | 0:2     | Japonsko | 0 | 0 | 2 | 0:5   | 0 |

- Jugoslávie odřekla účast.

 Švédsko –  Japonsko	2:0 (1:0, 1:0, 0:0)
6. února 1936 (21:00) – Ga-Pa (Olympia-Kunsteisstadion)

Branky a nahrávky Švédska: 2. Holger Engberg (Yngve Liljeberg), 31. Yngve Liljeberg.

Rozhodčí: Franz Kreisel, Hans Schmidt (GER)
Švédsko: Herman Carlson – Sven Bergqvist, Bertil Lundell – Holger Engberg, Torsten Jöhncke, Yngve Liljeberg – Stig Emanuel Andersson, Lennart Hellman, Ruben Carlsson.
Japonsko: Teidži Honma – Masahiro Hajama, Tatsuo Ičikawa – Šinkiči Kamei, Tošihiko Šoji, Susumu Hirano – Masatatsu Kitazawa, Keniči Furuja, Kozue Kinošita.
 Velká Británie –  Švédsko 1:0 (1:0, 0:0, 0:0)
7. února 1936 (16:15) – Ga-Pa (Olympia-Kunsteisstadion)

Branky a nahrávky Velké Británie: 0:40 Edgar Brenchley (Alex Archer).

Rozhodčí: Max Holsboer (SUI), Lucjan Kulej (POL)
Velká Británie: James Foster – Carl Erhardt, Jimmi Borland – Gerry Davey, Jimmi Chappell, Gordon Dailley – Edgar Brenchley, Alex Archer, Jack Kilpatrick.
Švédsko: Herman Carlson – Sven Bergqvist, Bertil Lundell – Holger Engberg, Torsten Jöhncke, Yngve Liljeberg – Bertil Norberg, Wilhelm Petersén, Åke Ericson.
 Velká Británie –  Japonsko 3:0 (2:0, 0:0, 1:0)
8. února 1936 (10:00) – Ga-Pa (Olympia-Eissportplatz am Riessersee)

Branky Velké Británie: 10. Edgar Brenchley, 13. Alex Archer, 42. Jimmi Borland.

Rozhodčí: Emile Jacquet (SUI), Walter Brown (USA)
Velká Británie: James Foster – Carl Erhardt, Bob Wyman – Johnny Coward, Alex Archer, Edgar Brenchley – Gordon Dailley, Jimmi Borland, Archie Stinchcombe.
Japonsko: Teidži Honma – Masahiro Hajama, Tatsuo Ičikawa – Šinkiči Kamei, Tošihiko Šoji, Susumu Hirano – Masatatsu Kitazawa, Keniči Furuja, Kozue Kinošita.

### Semifinále A
|    |                | GBR                | CAN  | GER  | HUN  | V | R | P | Skóre | B |
| 1. | Velká Británie | Spojené království | 2:1  | 1:1p | 5:1  | 2 | 1 | 0 | 8:3   | 5 |
| 2. | Kanada         | 1:2                |      | 6:2  | 15:0 | 2 | 0 | 1 | 22:4  | 4 |
| 3. | Německo        | 1:1p               | 2:6  |      | 2:1  | 1 | 1 | 1 | 5:8   | 3 |
| 4. | Maďarsko       | 1:5                | 0:15 | 1:2  |      | 0 | 0 | 3 | 2:22  | 0 |

 Německo –  Maďarsko 2:1 (0:0, 1:0, 1:1)
11. února 1936 (20:00) – Ga-Pa (Olympia-Kunsteisstadion)

Branky a nahrávky Německa:  21. Joachim Albrecht von Bethmann-Hollweg (Gustav Jaenecke), 36. Gustav Jaenecke (Herbert Schibukat).

Branky a nahrávky Maďarska: 43. Sándor Miklós (Zoltán Jeney, László Róna).

Rozhodčí: Aleksander Tupalski (POL), Walter Brown (USA)
Německo: Wilhelm Egginger – Joachim Albrecht von Bethmann-Hollweg, Gustav Jaenecke – Philipp Schenk, Rudolf Ball, Karl Kögel – Anton Wiedemann, Herbert Schibukat, Alois Kuhn.
Maďarsko: István Hircsák – Miklós Barcza, László Róna – Sándor Minder, Sándor Miklós, Zoltán Jeney – Ferenc Szamosi, András Gergely, Béla Háray.
 Velká Británie –  Kanada 2:1 (1:1, 0:0, 1:0)
11. února 1936 (21:45) – Ga-Pa (Olympia-Kunsteisstadion)

Branky a nahrávky Velké Británie: 0:20 Gerry Davey, 43:48 Edgar Brenchley (Gordon Dailley).

Branky a nahrávky Kanady: 12:30 Ralph Saint Germain (James Haggarty).

Rozhodčí: Hans Trauttenberg (AUT), Walter Brown (USA)
Velká Británie: James Foster – Carl Erhardt, Gordon Dailley – Gerry Davey, Jimmi Chappell, Johnny Coward – Archie Stinchcombe, Edgar Brenchley, Alex Archer.
Kanada: Francis Moore – Herman Murray, Walter Kitchen – David Neville, Kenneth Farmer, Hugh Farquharson – William Thomson, James Haggarty, Ralph Saint Germain.
 Kanada –  Maďarsko 15:0 (3:0, 9:0, 3:0)
12. února 1936 (14:30) – Ga-Pa (Olympia-Kunsteisstadion)

Branky a nahrávky Kanady: 0:20 Herman Murray, 3:00 Kenneth Farmer, 13:40 David Neville (Ralph Saint Germain, Hugh Farquharson), 21:25 Kenneth Farmer, 22:00 Kenneth Farmer, 22:35 Herman Murray, 23:05 Hugh Farquharson, 24:00 Hugh Farquharson, 24:50 Kenneth Farmer (Alexander Sinclair), 26:00 Alexander Sinclair, 26:50 William Thomson, 29:40 Hugh Farquharson (David Neville), 30:30 Kenneth Farmer, 38:30 William Thomson, 42:45 Hugh Farquharson (Ralph Saint Germain).

Rozhodčí: Franz Kreisel (GER), Carl Erhardt (GBR)
Kanada: Francis Moore – Herman Murray, Walter Kitchen – David Neville, Ralph Saint Germain, Hugh Farquharson – Kenneth Farmer, Alexander Sinclair, William Thomson.
Maďarsko: István Hircsák (18. Ferenc Monostori) – Mátyás Farkas, Miklós Barcza – Sándor Minder, Sándor Miklós, Ferenc Szamosi – László Róna, András Gergely, Béla Háray.
 Velká Británie –  Německo 1:1 (0:0, 1:0, 0:1 – 0:0, 0:0, 0:0 pp)
12. února 1936 (20:00) – Ga-Pa (Olympia-Kunsteisstadion)

Branky Velké Británie: 20. Gerry Davey.

Branky Německa: 35. Herbert Schibukat.

Rozhodčí: Aleksander Tupalski (POL), Walter Brown (USA)
Velká Británie: James Foster – Carl Erhardt, Gordon Dailley – Jimmi Chappell, Gerry Davey, Johnny Coward – Archie Stinchcombe, Edgar Brenchley, Alex Archer.
Německo: Wilhelm Egginger – Joachim Albrecht von Bethmann-Hollweg, Gustav Jaenecke – Paul Trautmann, Herbert Schibukat, Werner George – Karl Kögel, Anton Wiedemann, Alois Kuhn.
 Velká Británie –  Maďarsko 	5:1 (1:0, 3:1, 1:0)
13. února 1936 (9:00) – Ga-Pa (Olympia-Kunsteisstadion)

Branky a nahrávky Velké Británie: 10. Edgar Brenchley (Alex Archer), 19. Gerry Davey, 21. Jimmi Chappell (Gerry Davey), 4:1 23. Gerry Davey, 39. Alex Archer (Edgar Brenchley).

Branky a nahrávky Maďarska: 3:1 23. Zoltán Jeney (Sándor Miklós).

Rozhodčí: Walter Brown (USA), Hans Schmidt (GER)
Velká Británie: James Foster – Gordon Dailley, Archie Stinchcombe – Jimmi Chappell, Gerry Davey, Johnny Coward – Jimmi Borland, Edgar Brenchley, Alex Archer.
Maďarsko: István Hircsák – Miklós Barcza, László Róna – Sándor Minder, Sándor Miklós, Ferenc Szamosi – András Gergely, Béla Háray, Zoltán Jeney.
 Kanada –  Německo 6:2 (1:0, 3:1, 2:1)
13. února 1936 (20:00) – Ga-Pa (Olympia-Kunsteisstadion)

Branky a nahrávky Kanady: 6:15 Ralph Saint Germain (Hugh Farquharson), 18:50 Hugh Farquharson (Ralph Saint Germain), 22:20 David Neville (Hugh Farquharson), 27:05 Kenneth Farmer, 35:10 Ralph Saint Germain, 38:15 Neville (Kitchen).

Branky Německa: 16:50 Wiedemann, 44:35 Strobl.

Rozhodčí: Walter Brown (USA), Aleksander Tupalski (POL)
Kanada: Francis Moore – Herman Murray, Walter Kitchen – David Neville, Ralph Saint Germain, Hugh Farquharson – Alexander Sinclair, William Thomson, Kenneth Farmer.
Německo: Wilhelm Egginger – Joachim Albrecht von Bethmann-Hollweg, Gustav Jaenecke – Herbert Schibukat, Rudolf Ball, Werner George –  Karl Kögel, Anton Wiedemann, Georg Strobl.

### Semifinále B
|    |          | USA | TCH            | SWE     | AUT      | V | R | P | Skóre | B |
| 1. | USA      |     | 2:0            | 2:1     | 1:0      | 3 | 0 | 0 | 5:1   | 6 |
| 2. | ČSR      | 0:2 | Československo | 4:1     | 2:1      | 2 | 0 | 1 | 6:4   | 4 |
| 3. | Švédsko  | 1:2 | 1:4            | Švédsko | 1:0      | 1 | 0 | 2 | 3:6   | 2 |
| 4. | Rakousko | 0:1 | 1:2            | 0:1     | Rakousko | 0 | 0 | 3 | 1:4   | 0 |

 Švédsko –  Rakousko 	1:0 (1:0, 0:0, 0:0)
11. února 1936 (14:30) – Ga-Pa (Olympia-Eissportplatz am Riessersee)

Branky a nahrávky Švédska: 3. Yngve Liljeberg (Torsten Jöhncke).

Rozhodčí: Al Pudas (CAN), Aleksander Tupalski (POL)
Švédsko: Herman Carlson – Sven Bergqvist, Bertil Lundell – Holger Engberg, Torsten Jöhncke, Yngve Liljeberg – Bertil Norberg, Wilhelm Petersén, Åke Ericson.
Rakousko: Hermann Weiss – Hans Trauttenberg, Rudolf Vojta – Oskar Nowak, Friedrich Demmer, Franz Csöngei – Hans Tatzer, Willibald Stanek, Josef Göbl.
 Československo –  USA 0:2 (0:0, 0:2, 0:0)
11. února 1936 (14:30) – Ga-Pa (Olympia-Eissportplatz am Riessersee)

Branky a nahrávky USA: 19:50 Francis Spain (Philip LaBatte), 28:30 John Garrison (Philip LaBatte).

Rozhodčí: Paul Loicq (BEL), Carl Erhardt (GBR)

Vyloučení: 0:2 (využití 0:0)
ČSR: Jan Peka – Karel Hromádka, Jaroslav Pušbauer – Jiří Tožička, Josef Maleček, Oldřich Kučera – Ladislav Troják, Zdeněk Jirotka, Drahoš Jirotka.
USA: Thomas Moone – Francis Shaughnessy, Philip LaBatte – Frank Stubbs, Francis Spain, Paul Rowe – Gordon Smith, John Garrison, Paul Rowe.
 Československo –  Švédsko 4:1 (0:1, 2:0, 2:0)
12. února 1936 (16:20) – Ga-Pa (Olympia-Kunsteisstadion)

Branky a nahrávky Československa: 23. Jiří Tožička (Josef Maleček), 26. Drahoš Jirotka (Alois Cetkovský, Ladislav Troják), 47. Josef Maleček, 49. Oldřich Kučera (Josef Maleček).

Branky a nahrávky Švédska: 13. Bertil Norberg (Sven Bergqvist).

Rozhodčí: MAx Holdboer (SUI), Franz Kreisel (GER)

Vyloučení: 2:1 (využití 0:0)
ČSR: Jan Peka – Karel Hromádka, Jaroslav Pušbauer – Jiří Tožička, Josef Maleček, Oldřich Kučera – Ladislav Troják, Alois Cetkovský, Drahoš Jirotka.
Švédsko: Wilhelm Larsson – Sven Bergqvist, Bertil Lundell – Holger Engberg, Torsten Jöhncke, Yngve Liljeberg – Bertil Norberg, Wilhelm Petersén, Åke Ericson.
 USA –  Rakousko 1:0 (0:0, 1:0, 0:0)
12. února 1936 (22:15) – Ga-Pa (Olympia-Kunsteisstadion)

Branky a nahrávky USA: 30. John Garrison (Paul Rowe).

Rozhodčí: Al Pudas (CAN), Franz Kreisel (GER)
USA: Thomas Moone – Francis Shaughnessy, Philip LaBatte – Frank Stubbs, John Garrison, Paul Rowe – Gordon Smith, Elbridge Ross, Francis Spain.
Rakousko: Hermann Weiss – Hans Trauttenberg, Rudolf Vojta – Oskar Nowak, Friedrich Demmer, Franz Csöngei – Hans Tatzer, Willibald Stanek, Josef Göbl.
 Československo –  Rakousko 2:1 (0:0, 2:1, 0:0)
13. února 1936 (10:50) – Ga-Pa (Olympia-Kunsteisstadion)

Branky a nahrávky Československa: 19. Drahoš Jirotka (Alois Cetkovský), 20. Drahoš Jirotka (Alois Cetkovský).

Branky a nahrávky Rakouska: 17. Franz Csöngei (Oskar Nowak).

Rozhodčí: Al Pudas (CAN), Walter Brown (USA)

Vyloučení: 1:0 (využití 0:0)
ČSR: Jan Peka – Jan Košek, Jaroslav Pušbauer – Jiří Tožička, Josef Maleček, Oldřich Kučera – Ladislav Troják, Alois Cetkovský, Drahoš Jirotka.
Rakousko: Hermann Weiss – Hans Trauttenberg, Rudolf Vojta – Oskar Nowak, Friedrich Demmer, Franz Csöngei – Hans Tatzer, Willibald Stanek, Josef Göbl.
 USA –  Švédsko 2:1 (0:0, 1:1, 1:0)
13. února 1936 (22:00) – Ga-Pa (Olympia-Kunsteisstadion)

Branky USA: 29. Paul Rowe, 38. Paul Rowe.

Branky a nahrávky Švédska: 21. Ruben Carlsson (Bertil Norberg).

Rozhodčí: Franz Kreisel (GER), Carl Erhardt (GBR)
USA: Thomas Moone – Francis Shaughnessy, Philip LaBatte – Gordon Smith,  John Garrison, Paul Rowe – Frank Stubbs, Elbridge Ross, Francis Spain.
Švédsko: Wilhelm Larsson – Sven Bergqvist, Bertil Lundell – Holger Engberg,  Stig Emanuel Andersson, Ruben Carlsson – Bertil Norberg, Wilhelm Petersén, Åke Ericson.

### Finále
|    |                | GBR                | CAN  | USA  | TCH            | V | R | P | Skóre | B |
| 1. | Velká Británie | Spojené království | 2:1* | 0:0p | 5:0            | 2 | 1 | 0 | 7:1   | 5 |
| 2. | Kanada         | 1:2*               |      | 1:0  | 7:0            | 2 | 0 | 1 | 9:2   | 4 |
| 3. | USA            | 0:0p               | 0:1  |      | 2:0*           | 1 | 1 | 1 | 2:1   | 3 |
| 4. | ČSR            | 0:5                | 0:7  | 0:2* | Československo | 0 | 0 | 3 | 0:14  | 0 |

- s hvězdičkou = utkání započítána do finále ze semifinálových skupin.

 Československo –  Velká Británie 	0:5 (0:2, 0:3, 0:0)
14. února 1936 (21:00) – Ga-Pa (Olympia-Kunsteisstadion)

Branky a nahrávky Velké Británie: 10. Gerry Davey (Gordon Dailley), 14. Jimmi Chappell, 23. Gerry Davey (Gordon Dailley), 25. Edgar Brenchley (Alex Archer), 25. Gerry Davey (Johnny Coward).

Rozhodčí: André Poplimont (BEL), Franz Kreisel (GER)

Vyloučení: 0:0
ČSR: Jan Peka – Jaroslav Pušbauer, Jan Košek – Jiří Tožička, Josef Maleček, Oldřich Kučera – Ladislav Troják, Alois Cetkovský, Drahoš Jirotka.
Velká Británie: James Foster – Carl Erhardt, Gordon Dailley – Jimmi Chappell, Johnny Coward, Gerry Davey – Archie Stinchcombe, Edgar Brenchley, Alex Archer.
 Československo –  Kanada 0:7 (0:3, 0:3, 0:1)
15. února 1936 (10:00) – Ga-Pa (Olympia-Kunsteisstadion)

Branky a nahrávky Kanady: 9:23 Walter Kitchen (Alexander Sinclair), 12:15 Alexander Sinclair (Maxwell Deacon), 12:45 Hugh Farquharson (Kenneth Farmer), 14:40 Kenneth Farmer (Hugh Farquharson), 21:10 David Neville (Kenneth Farmer), 25:25 Murray (Kenneth Farmer), 34:50 Hugh Farquharson.	

Rozhodčí: André Poplimont (BEL), Franz Kreisel (GER)

Vyloučení: 1:0 (využití 0:0)
ČSR: Jan Peka – Jan Košek, Jaroslav Pušbauer – Ladislav Troják, Josef Maleček, Oldřich Kučera – Alois Cetkovský, Walter Ulrich, Drahoš Jirotka.
Kanada: Arthur Nash – Herman Murray, Walter Kitchen – Maxwell Deacon, Alexander Sinclair, William Thomson – David Neville, Kenneth Farmer, Hugh Farquharson.
 Velká Británie –  USA 0:0pp
15. února 1936 (21:00) – Ga-Pa (Olympia-Kunsteisstadion)

Rozhodčí: Hans Trauttenberg (AUT), Aleksander Tupalski (POL)
Velká Británie: James Foster – Carl Erhardt, Gordon Dailley – Archie Stinchcombe, Edgar Brenchley, Johnny Coward – Jimmi Chappell, Alex Archer, Gerry Davey. 
USA: Thomas Moone – Francis Shaughnessy, Philip LaBatte – Frank Stubbs, John Garrison, Paul Rowe – Gordon Smith, Elbridge Ross, Francis Spain.
  Kanada –  USA 1:0 (1:0, 0:0, 0:0)
16. února 1936 (14:30) – Ga-Pa (Olympia-Kunsteisstadion)

Branky Kanady: 2:35 David Neville.

Rozhodčí: André Poplimont (BEL), Hans Trauttenberg (AUT)
Kanada: Francis Moore – Herman Murray, Walter Kitchen – Maxwell Deacon, Alexander Sinclair, William Thomson – David Neville, Kenneth Farmer, Hugh Farquharson.
USA: Thomas Moone – Francis Shaughnessy, Philip LaBatte – Frank Stubbs, Paul Rowe, John Lax – Gordon Smith, Elbridge Ross, Francis Spain.

## Soupisky

### Soupiska Velké Británie
Velká Británie

Brankáři: James Foster, Arthur Child.

Obránci: Jimmi Borland, Bob Wyman, Carl Erhardt.

Útočníci: Gerry Davey, Edgar Brenchley, Jimmi Chappell, Alex Archer, Johnny Coward, Jack Kilpatrick, Archie Stinchcombe, Gordon Dailley.

Trenér: Percy Nicklin.

### Soupiska Kanady
Kanada (Port Arthur Bearcats)

Brankáři: Francis Moore, Arthur Nash.

Obránci: Herman Murray, Walter Kitchen, Raymond Milton.

Útočníci: Hugh Farquharson, Kenneth Farmer, David Neville, Ralph Saint Germain, William Thomson, Alexander Sinclair, James Haggarty, Maxwell Deacon.

Trenér: Al Pudass.

### Soupiska USA
USA

Brankáři: Thomas Moone, Malcolm MacAlpine.

Obránci: John Garrison, Philip LaBatte, Francis Shaughnessy.

Útočníci: Paul Rowe, Francis Spain, Gordon Smith, Elbridge Ross, Frank Stubbs, Fred Kammer, John Lax.

Trenér: Albert Prettyman.

### Soupiska Československa
4.  Československo

Brankáři: Jan Peka, Josef Boháč.

Obránci: Jaroslav Pušbauer, Karel Hromádka, Jan Košek.

Útočníci: Jiří Tožička, Josef Maleček, Oldřich Kučera, Ladislav Troják, Drahoš Jirotka, Zdeněk Jirotka, Alois Cetkovský, Walter Ulrich.

### Soupiska Švédska
5.  Švédsko

Brankáři: Herman Carlson, Wilhelm Larsson-Lagheim.

Obránci: Sven Bergqvist, Bertil Lundell, Axel Nilsson.

Útočníci: Stig Emanuel Andersson, Ruben Carlsson, Holger Engberg, Åke Ericson, Lennart Hellman, Torsten Jöhncke, Yngve Liljeberg, Bertil Norberg, Wilhelm Petersén.

Trenér: Victor Lindqvist.

### Soupiska Německa
5.   Německo

Brankáři: Wilhelm Egginger, Theo Kaufmann.

Obránci: Joachim Albrecht von Bethmann-Hollweg, Gustav Jaenecke.

Útočníci: Rudolf Ball, Werner George, Karl Kögel, Alois Kuhn, Philipp Schenk, Herbert Schibukat, Georg Strobl, Paul Trautmann, Anton Wiedemann.

Trenér: Bobby Hoffinger.

### Soupiska Rakouska
7.  Rakousko

Brankáři: Hermann Weiss, Otto Amenth.

Obránci: Hans Trauttenberg, Rudolf Vojta.

Útočníci: Hans Tatzer, Josef Göbl, Oskar Nowak, Friedrich Demmer, Franz Csöngei, Willibald Stanek, Lambert Neumaier, Franz Schüssler, Emil Seidler.

Trenér: Hans Weinberger.

### Soupiska Maďarska
7.   Maďarsko

Brankáři: István Hircsák, Ferenc Monostori.

Obránci: Miklós Barcza, László Róna, Frigyes Helmeczi.

Útočníci: Mátyás Farkas, Sándor Minder, András Gergely, László Gergely, Béla Háray, Zoltán Jeney, Sándor Miklós, Ferenc Szamosi.

Trenér: Géza Lator.

### Soupiska Francie
9.  Francie

Brankáři: Michel Paccard, Jacques Morisson.

Obránci: Jacques Lacarriere, Piere Claret, Pierre Lorin.

Útočníci: Albert Hassler, Marcel Couttet, Guy Volpert, Jean-Pierre Hagnauer, Michel Delesalle, Philippe Boyard.

### Soupiska Itálie
9.   Itálie

Brankáři: Augusto Gerosa, Enrico Cancaterra.

Obránci: Franco Rossi, Gianmario Baroni, Decio Trovati.

Útočníci: Ignazio Dinosi, Emilio Mussi, Giovanni Scotti, Mario Zucchini, Mario Maiocchi, Lello Zucchini.

### Soupiska Japonska
9.  Japonsko

Brankáři: Teidži Honma, Nobio Hara.

Obránci: Masahiro Hajama, Tatsuo Ičikawa.

Útočníci: Šinkiči Kamei, Tošihiko Šoji, Susumu Hirano, Masatatsu Kitazawa, Keniči Furuja, Kozue Kinošita.

Trenér: Šuniči Tezuka.

### Soupiska Polska
9.  Polsko

Brankáři: Józef Stogowski, Henryk Przezdziecki.

Obránci: Witalis Ludwikczak, Kazimierz Sokolowski.

Útočníci: Czeslaw Marchewczyk, Adam Kowalski, Andrzej Wolkowski, Edmund Zielinski, Wladyslaw Krol, Mieczyslaw Kasprzycki, Roman Stupnicki.

Trenér: Aleksander Tupalski, Lucjan Kulej.

### Soupiska Belgie
13.  Belgie

Brankáři: Robert Baudinne, Georges Brohée.

Obránci: Roger Bureau, Joseph Lekens.

Útočníci: Pierre van Reyschoot, Charles van den Driessche, Louis de Ridder, Willy Kreitz, Georges Pootmans, Walter Bastenie, Fernand Carez.

Trenér: Bert Forsyth.

### Soupiska Lotyšska
13.  Lotyšsko

Brankáři: Roberts Lapainis, Herberts Kušķis.

Obránci: Leonīds Vedējs, Arvīds Jurgens, Kārlis Paegle.

Útočníci: Roberts Bluķis, Ādolfs Petrovskis, Arvīds Pētersons, Aleksejs Auziņš, Janis Bebris, Janis Rositis.

### Soupiska Švýcarska
13.  Švýcarsko

Brankáři: Albert Künzler, Arnold Hirtz.

Obránci: Oskar Schmidt, Adolf Martignoni, Ernst Hug.

Útočníci: Richard Torriani, Hans Cattini, Ferdinand Cattini, Herbert Kessler, Otto Heller, Karl Kessler, Thomas Pleisch.

Trenér: Ulrich von Sury.

## Konečné pořadí
|     | Tým                  | Z | V | R | P | Skóre | B  |
| --- | -------------------- | - | - | - | - | ----- | -- |
|     | Velká Británie (GBR) | 7 | 5 | 2 | 0 | 17:3  | 12 |
|     | Kanada (CAN)         | 8 | 7 | 0 | 1 | 54:7  | 14 |
|     | Spojené státy (USA)  | 8 | 5 | 1 | 2 | 10:4  | 11 |
| 4.  | ČSR                  | 8 | 5 | 0 | 3 | 16:16 | 10 |
| 5.  | Německo              | 6 | 3 | 1 | 2 | 10:9  | 7  |
| 5.  | Švédsko              | 5 | 2 | 0 | 3 | 5:7   | 4  |
| 7.  | Rakousko             | 6 | 2 | 0 | 4 | 12:11 | 4  |
| 7.  | Maďarsko             | 6 | 2 | 0 | 4 | 16:27 | 4  |
| 9.  | Polsko               | 3 | 1 | 0 | 2 | 11:12 | 2  |
| 9.  | Francie              | 3 | 1 | 0 | 2 | 4:7   | 2  |
| 9.  | Itálie               | 3 | 1 | 0 | 2 | 2:5   | 2  |
| 9.  | Japonsko             | 2 | 0 | 0 | 2 | 0:5   | 0  |
| 13. | Švýcarsko            | 3 | 1 | 0 | 2 | 1:5   | 2  |
| 13. | Belgie               | 3 | 0 | 0 | 3 | 4:20  | 0  |
| 13. | Lotyšsko             | 3 | 0 | 0 | 3 | 3:27  | 0  |

| 21. | Mistrovství Evropy |
| 1.  | Velká Británie     |
| 2.  | ČSR                |
| 3.  | Německo            |
| 3.  | Švédsko            |
| 5.  | Maďarsko           |
| 5.  | Rakousko           |
| 7.  | Polsko             |
| 7.  | Francie            |
| 7.  | Itálie             |
| 10. | Švýcarsko          |
| 10. | Belgie             |
| 10. | Lotyšsko           |